# Cumella (Cumella) jonesi
Cumella (Cumella) jonesi is een zeekommasoort uit de familie van de Nannastacidae. De wetenschappelijke naam van de soort is voor het eerst geldig gepubliceerd in 1995 door Petrescu.